# Artur Krasiński
Artur Krasiński (ur. 18 czerwca 1971 w Cedyni) – polski kolarz szosowy, medalista mistrzostw Polski.

## Kariera sportowa
Był zawodnikiem Czarnych Szczecin (1985-1988), Pomorza Stargard Szczeciński (1989-1991), Legii Warszawa (1992),Pomorza Stargard Szczeciński (1993), Zibi Casio Częstochowa (1993), Warty Energoinwest Victorii Rybnik (1994), EB Victorii Rybnik (1995), Pekaes Lang Rover Bianchi Warszawa (1996), Pekaes Irena Zepter Warszawa (1997-1998), Sprandi Mat Jelcz Laskowice (1999),  a od 2000 zawodowych grup Mat-Ceresit CCC Jelcz Laskowice (2000), Atlas-Lukullus-Ambra Nowy Dwór Mazowiecki (2001), Mikomax Browar Staropolski Łódź (2002), Servisco - Koop Warszawa (2003) i DHL - Author Warszawa (2004)
Jego największe sukcesy w karierze to zwycięstwo w Wyścigu Solidarności i Olimpijczyków (1995) i wygrana w wyścigu Szlakiem Grodów Piastowskich (2003 - po dyskwalifikacji Piotra Przydziała). W 1997 i 1999 został mistrzem Polski w jeździe parami (odpowiednio ze Zbigniewem Piątkiem i Wojciechem Pawlakiem). W tej ostatniej konkurencji był także wicemistrzem Polski (1994 - z Dariuszem Baranowskim i 1996 - ze Zbigniewem Piątkiem). Ponadto zdobył wicemistrzostwo Polski w drużynowym wyścigu na 100 km w 1995 i dwa brązowe medale mistrzostw Polski w wyścigu drużynowym na 100 km (1992 i 1994), a także brązowy medal mistrzostw Polski w wyścigu szosowym ze startu wspólnego (1997) i dwa brązowe medale górskich mistrzostw Polski (1996, 1998). W 1995 wywalczył też brązowy medal torowych mistrzostw Polski w wyścigu długodystansowym.
Trzykrotnie startował w Wyścigu Pokoju (1998 – 39 m., 1999 - nie ukończył, 2002 – 33 m.). Wielokrotnie startował w Tour de Pologne, wygrywając jeden z etapów tego w wyścigu w 1999.
W 1999 reprezentował Polskę w wyścigu indywidualnym ze startu wspólnego na mistrzostwach świata, ale go nie ukończył